# Akçiriş, Şalpazarı
Akçiriş là một xã thuộc huyện Şalpazarı, tỉnh Trabzon, Thổ Nhĩ Kỳ. Dân số thời điểm năm 2011 là 85 người.